# Central Park (Utrecht)

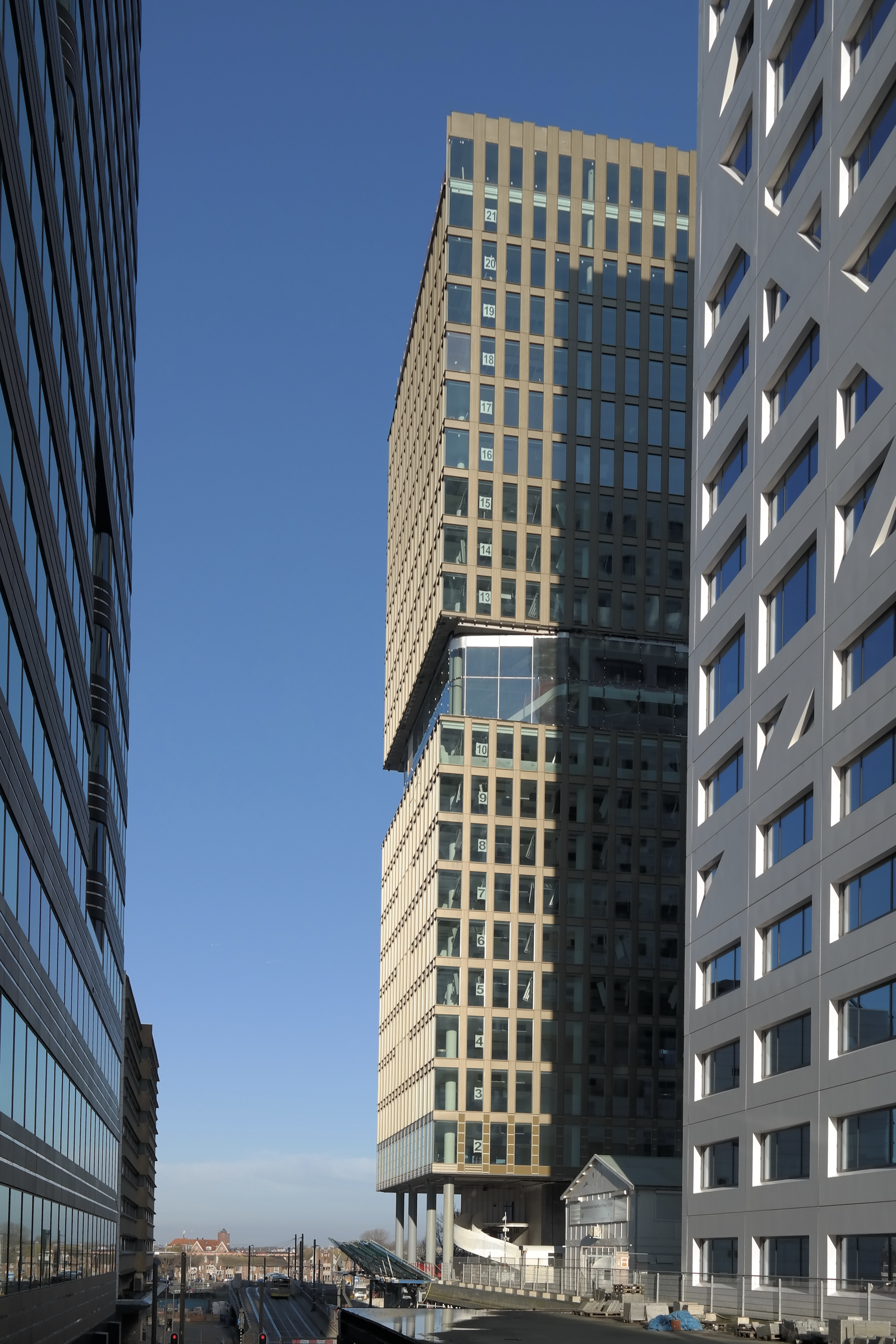
Kantoorgebouw Central Park ruim een maand na het bereiken van het hoogste punt

Central Park is een kantoortoren in de Nederlandse stad Utrecht. Het plan maakt deel uit van het project CU2030. De toren bevindt zich direct ten noordwesten van station Utrecht Centraal tussen de woontoren aan de Van Sijpesteijnkade en het Stadskantoor. De toren is zo'n 90 meter hoog en op 45 meter bevindt zich in het hart van het gebouw op een transparante verdieping een park. Dit park zorgt voor een onderbreking en deelt het gebouw op in twee delen. 
Ongeveer een derde van het gebouw is verhuurd. Onder andere ABN AMRO huurt drie verdiepingen.
Het gebouw is voorzien van een BREEAM Excellent certificaat, dat aangeeft dat het gebouw duurzaam is gebouwd en omgaat met energie.